# Distrito de Köthen
El distrito de Köthen fue un landkreis ubicado en el estado federal de Sachsen-Anhalt (Alemania). Fue creado en 1950 mediante la fusión de la ciudad de Köthen con el distrito de Dessau-Köthen. En 2007, este distrito desapareció al integrarse en el nuevo distrito de Anhalt-Bitterfeld.

## Geografía
El distrito de Köthen/Anhalt está ubicado en la llanura de Magdeburgo formado con las morrenas de la última glaciación y se ubica en el centro del triángulo Magdeburgo-Dessau-Halle (Saale). Al norte posee una limitación natural con el río Elbe.

## Historia
El principado (Fürstentum) de Anhalt-Köthen se conoce desde 1603. El músico Johann Sebastian Bach sirvió como maestro de capilla durante gran parte de su vida, recorriendo gran parte del distrito. 

## Ciudades y municipios
Los datos de habitantes corresponden al censo del 30 de junio de 2006 y se indican junto al nombre de la ciudad/municipio entre paréntesis.

### Tipos de municipios/ciudades
| - 1. Aken (Elbe), Ciudad (8.957) - 2. Köthen (Anhalt), Ciudad (29.932) |

### Ciudades con administración propia
| - 1. Administración del Osternienburg 1. Chörau (253) 2. Diebzig (280) 3. Dornbock (369) 4. Drosa (630) 5. Elsnigk (713) 6. Großpaschleben (865) 7. Kleinpaschleben (964) 8. Libbesdorf (405) 9. Micheln (785) 10. Osternienburg * (2.139) 11. Reppichau (487) 12. Trinum (422) 13. Wulfen (1.167) 14. Zabitz (518) | - 2. Sur de Anhalt 1. Edderitz (1.236) 2. Fraßdorf (244) 3. Glauzig (460) 4. Görzig (1.286) 5. Großbadegast (678) 6. Gröbzig, Stadt (3.171) 7. Hinsdorf (529) 8. Libehna (271) 9. Maasdorf (379) 10. Meilendorf (256) 11. Piethen (263) 12. Prosigk (772) 13. Quellendorf (1.024) 14. Radegast, Stadt (1.236) 15. Reupzig (321) 16. Riesdorf (145) 17. Scheuder (350) 18. Schortewitz (691) 19. Trebbichau an der Fuhne (368) 20. Weißandt-Gölzau * (1.847) 21. Wieskau (320) 22. Zehbitz (363) |